# حزب رفاه حیوانات آلمان
حزب رفاه حیوانات آلمان حزبی سیاسی است که در این کشور فعالیت می‌کند.
این حزب در ۱۹۹۳ بنیان‌گذاشته شد و امروز چیزی حدود ۱۰۰۰ عضو دارد. هدف اصلی این حزب، گنجاندن حقوق حیوانات در قوانین آلمان است.
این حزب در انتخابات فدرال اخیر آلمان حدود ۰٫۲ درصد رای آورد که آن را پس از احزاب اصلی جز بیشترین رای‌ها در بین احزاب فرعی و کوچک قرار می‌دهد.